# Asienspiele 2014/Rhythmische Sportgymnastik
Bei den Asienspielen 2014 in Incheon, Südkorea wurden am 1. und 2. Oktober 2014 zwei Wettbewerbe in der Rhythmischen Sportgymnastik ausgetragen, einer im Einzel und einer im Team.

## Damen

### Einzel
| Platz | Land | Athlet                | Punkte |
| ----- | ---- | --------------------- | ------ |
| 1     | KOR  | Son Yeon-jae          | 71,699 |
| 2     | CHN  | Deng Senyue           | 70,332 |
| 3     | UZB  | Anastasiya Serdyukova | 68,349 |
| 4     | UZB  | Djamila Rakhmatova    | 67,799 |
| 5     | JPN  | Kaho Minagawa         | 67,349 |
| 6     | JPN  | Sakura Hayakawa       | 67,331 |

Das Finale wurde am 2. Oktober ausgetragen.

### Team
| Platz | Land | Athlet                                                                           | Punkte  |
| ----- | ---- | -------------------------------------------------------------------------------- | ------- |
| 1     | UZB  | Veleriya Davidova Ravilya Farkhutdinova Djamila Rakhmatova Anastasiya Serdyukova | 170,130 |
| 2     | KOR  | Gim Yunhee Lee Daae Lee Nakyung Son Yeon-jae                                     | 164,046 |
| 3     | KAZ  | Sabina Ashirbayeva Aliya Assymova /Viktoriya Gorbunova Yekaterina Skorikova      | 163,131 |
| 4     | JPN  | Sakura Hayakawa Uzume Kawasaki Maho Mikami Kaho Minagawa                         | 162,830 |
| 5     | CHN  | Deng Senyue Liu Jiahui Ma Qianhui Wang Yili                                      | 157,698 |
| 6     | TPE  | Hsu Tzu Chi Ku Ni Chen Kung Yun Yang Chian Mei                                   | 131,464 |

Das Finale wurde am 1. Oktober ausgetragen.